# Ред и закон: Злочиначке намере (2. сезона)
Друга сезона серије Ред и закон: Злочиначке намере је премијерно емитована на каналу НБЦ од 29. септембра 2002. године до 18. маја 2003. године и броји 23 епизоде.

## Производња
Серија Ред и закон: Злочиначке намере је обновљена за другу сезону у мају 2002. године, а снимање је почело у лето 2002. Директор серије и извршни продуцент Рене Балсер постао је главни сценариста ове сезоне, пишући сваку епизоду сезоне.
Петар Јанковски је ове сезоне унапређен у извршног продуцента. Прошле сезоне Јанковски је био извршни копродуцент. Извршни копродуценти ове сезоне били су Фред Бернер, Артур В. Форни и Тереза Ребек, а продуценти су били Џон Л. Роман и Мајкл Кјули. Главни продуценти били су Роз Вајнман и Марлан Гомард Мајер. Изворни сценариста серије Ред и закон и извршни копродуцент у то време, Мајкл С. Чернучин је био саветник продукције, а Тим Делука придружени продуцент. Мери Реј Тјулис је постала копродуцент почевши од 6. епизоде "Злоћудно". Ворен Лајт, који је касније постао извршни копродуцент, а затим директор серије и извршни продуцент, почео је као продуцент са 10. епизодом, "Значење". Балсер је ангажовао Лајта по препоруци извршне копродуценткиње Терезе Ребек.

## Улоге
- Винсент Д'Онофрио као Роберт Горен
- Кетрин Ерб као Александра Имс
- Џејми Шериден као Џејмс Дикинс
- Кортни Б. Венс као ПОТ Рон Карвер

## Епизоде
| Бр. у серији | Бр. у сезони | Наслов             | Редитељ                          | Сценариста                                                                  | Премијерно емитовање | Прод. код | Бр. гледалаца (милиони) |
| --- | ------------ | ------------------ | -------------------------------- | --------------------------------------------------------------------------- | -------------------- | --------- | ----------------------- |
| 23 | 1            | "Мртви"            | Дарнел Мартин                    | Синопсис: Стефани Сенгупта Сценарио: Рене Балсер и Стефани Сенгупта         | 29. септембар 2002.  | E3202     | 15.80                   |
| Убиство погребника и откривање лешева у крематоријуму доводи детективе до породичног човека који тврди да поседује саветнички посао, али се сумњичи да је плаћени убица са склоношћу ка савршенству. Горен покушава да докаже кривицу човека намештањем шеме која доводи у опасност његов „страх од грешке“. |              |                    |                                  |                                                                             |                      |           |                         |
| 24 | 2            | "Бистар момак"     | Френк Принзи                     | Синопсис: Мерлејн Гомард Мајер Сценарио: Рене Балсер и Мерлејн Гомард Мајер | 6. октобар 2002.     | E3205     | 14.80                   |
| Двоструко убиство радника службе за социјални рад и заменика градоначелника навело је детективе да посумњају на пар који је можда љут на социјалног радника јер им је одузео децу. Када су сазнали да се социјални радник посебно занимао за чудо од детета које се разматра за упис у престижну, убрзану школу, испитују и дечака и његовог опседнутог оца.                                                        |              |                    |                                  |                                                                             |                      |           |                         |
| 25 | 3            | "Противтеза"       | Адам Бернштајн                   | Синопсис: Ерик Оверјамер Сценарио: Рене Балсер, Ерик Овермајер и Дик Волф   | 13. октобар 2002.    | E3203     | 14.60                   |
| Док Горен и Имсова прегледају могуће осумњичене за убиство председника универзитета и његовог помоћника, откривају да је кривац лукави противник који има више од ових злочина да сакрије. |              |                    |                                  |                                                                             |                      |           |                         |
| 26 | 4            | "Најбоља одрбана"  | Глорија Музио                    | Синопсис: Елизабет М. Косин Сценарио: Рене Балсер и Елизабет М. Косин       | 20. октобар 2002.    | E3201     | 14.70                   |
| Помоћник окружног тужиоца коме је прећено смрћу суочава се и убија унајмљеног наоружаног човека. Горен и Имсова прво сумњиче његову супругу, истакнуту заступницу, преко осуђеника чији случај води ПОТ и гласина о њеним романтичним аферама. Пошто су схватили да постоје пукотине у наизглед херметичком кућишту, Горен је приморан да држи Карвера у мраку о неким појединостима како би доказао своју теорију. |              |                    |                                  |                                                                             |                      |           |                         |
| 27 | 5            | "Брадат"           | Дејвид Плат                      | Синопсис: Б. Мејсон Сценарио: Рене Балсер и Б. Мејсон                       | 27. октобар 2002.    | E3206     | 14.10                   |
| Пошто је мајка двоје деце убијена у кинеској четврти, Горен и Имсова прво верују да је њена смрт можда повезана са масакром на тргу Тјененмен. Међутим, истрага их доводи до ланца шверца који се бави старинама. |              |                    |                                  |                                                                             |                      |           |                         |
| 28 | 6            | "Опак"             | Френк Принзи и Хуан Џ. Кампанела | Синопсис: Мајкл С. Чернучин Сценарио: Рене Балсер и Мајкл С. Чернучин       | 3. новембар 2002.    | E3208     | 15.00                   |
| Пљачка са два смртна случаја доводи до открића дуготрајног случаја неовлашћеног приступа дрогама. Горен и Имсова морају да пронађу начин да ухвате фармацеута који је разблажио лекове против рака без употребе ископаних тела болесника којима је дат лек. |              |                    |                                  |                                                                             |                      |           |                         |
| 29 | 7            | "Сутра"            | Дон Скардино                     | Синопсис: Стефани Сенгупта Сценарио: Рене Балсер и Стефани Сенгупта         | 10. новембар 2002.   | E3207     | 15.90                   |
| Детективи истражују троструко убиство, укључујући сина и ћерку богатог бизнисмена, које се догодило у његовом стану. Након истраге о маћехи деце (његова друга жена), они се обраћају пару дадиља од којих једна ради за породицу. Међутим, детективи морају да дођу до повести дадиља као деце и телевизијске сапунице да би боље разумели побуде злочина.                                                         |              |                    |                                  |                                                                             |                      |           |                         |
| 30 | 8            | "Ходочасник"       | Дарнел Мартин                    | Синопсис: Мерлејн Гомард Мајер Сценарио: Рене Балсер и Мерлејн Гомард Мајер | 17. новембар 2002.   | E3210     | 16.20                   |
| Детективи су позвани да истраже одраслу ћерку пензионисаног полицајца која их води у случај тероризма у који је укључен неко кога је познавала, а који укључује пошиљку експлозива. |              |                    |                                  |                                                                             |                      |           |                         |
| 31 | 9            | "Срамота"          | Стив Шил                         | Рене Балсер                                                                 | 1. децембар 2002.    | E3216     | 13.70                   |
| Пословна жена постала је осумњичена за убиство своје снаје која је задављена у својој гаражи. Различите модрице на њеном телу наводе Горена и Имсову да верују да су била два нападача. |              |                    |                                  |                                                                             |                      |           |                         |
| 32 | 10           | "Значење"          | Алекс Закрзуски                  | Синопсис: Џери Конвеј Сценарио: Рене Балсер и Џери Конвеј                   | 5. јануар 2003.      | E3213     | 15.00                   |
| Горен и Имсова сами воде превару лажног мотивационог говорника за кога сумњају да је искористио крхког ученика убеђујући га да почини убиство ради зараде. |              |                    |                                  |                                                                             |                      |           |                         |
| 33 | 11           | "Пртљаг"           | Константин Макрис                | Синопсис: Тереза Ребек Сценарио: Тереза Ребек и Рене Балсер                 | 12. јануар 2003.     | E3209     | 16.20                   |
| Када је надзорница за пртљаг ваздушне луке пронађена убијена у пртљажнику својих кола, детективи истражују запослене наведене у притужби за сексуално узнемиравање што их доводи до преваре у вези са кредитним картицама и кредитним извештајима са страним везама. |              |                    |                                  |                                                                             |                      |           |                         |
| 34 | 12           | "Соба туге"        | Џин де Сегонзек                  | Синопсис: Ворен Лајт Сценарио: Рене Балсер и Ворен Лајт                     | 2. фебруар 2003.     | E3212     | 15.30                   |
| Када је богата и љубазна власница пронађена гола и убијена инјекцијама ботокса у кади, детективи Горен и Имсова усредсређују се на жртвину неуравнотежену одраслу ћерку која је негодовала што јој се мајка мешала у љубавни живот. |              |                    |                                  |                                                                             |                      |           |                         |
| 35 | 13           | "Видите ме"        | Стив Шил                         | Синопсис: Џим Стерлинг Сценарио: Рене Балcер и Џим Стерлинг                 | 9. фебруар 2003.     | E3211     | 15.90                   |
| Детективи Горен и Имсова верују да је један лекар спровео срамне огледе над становницима једне куће на пола пута. |              |                    |                                  |                                                                             |                      |           |                         |
| 36 | 14           | "Вероватноћа"      | Френк Принзи                     | Синопсис: Џери Конвеј Сценарио: Џери Конвеј и Рене Балсер                   | 16. фебруар 2003.    | E3218     | 14.80                   |
| Док истражују наизглед насумична убиства неколико бескућника, Горен и Имсова откривају превару у коју је укључен покварени агент осигурања. Међутим, необичан обрт доводи детективе до мало вероватног осумњиченог. |              |                    |                                  |                                                                             |                      |           |                         |
| 37 | 15           | "Чудовиште"        | Џојс Копра                       | Синопсис: Мерлејн Гомард Мајер Сценарио: Рене Балсер и Мерлејн Гомард Мајер | 2. март 2003.        | E3214     | 10.80                   |
| Убиство жене у њеном стану исходило је тиме да њен син, недавно пуштен на условну слободу пошто је одслужио 15 година за убиство, постаје главни осумњичени. Пошто су се посаветовали са главним детективом о старом случају, Горен и Имсова откривају да је он био умешан у заташкавање како би се други случајеви брже затворили.                                                                                 |              |                    |                                  |                                                                             |                      |           |                         |
| 38 | 16           | "Слободна Куба"    | Дарнел Мартин                    | Синопсис: Ворен Лајт Сценарио: Рене Балсер и Ворен Лајт                     | 9. март 2003.        | E3215     | 9.70                    |
| Пошто је млада супруга недавно пуштеног затвореника убијена, Горен се поиграва човековом паранојом како би пронашао везу са другим затвореником са списком за убиство. |              |                    |                                  |                                                                             |                      |           |                         |
| 39 | 17           | "Леш суочава"      | Константин Макрис                | Синопсис: Стефани Сенгупта Сценарио: Рене Балсер и Стефани Сенгупта         | 30. март 2003.       | E3217     | 9.60                    |
| Када је жена која је тужила свог брата због располагања посмртним остацима њиховог оца пронађена убијена, Горен и Имсова откривају скривено родитељство и мушкарца који је спреман да иде у било коју крајност да би осигурао своје наслеђе. |              |                    |                                  |                                                                             |                      |           |                         |
| 40 | 18           | "Легија"           | Стив Шил и Френк Принзи          | Синопсис: Тереза Ребек Сценарио: Тереза Ребек и Рене Балсер                 | 6. април 2003.       | E3219     | 15.60                   |
| Када су отац и син пронађени пререзаних грла, детективи откривају да је скупина адолесцената нестала из истог насеља. Како мештани не сарађују са истрагом, полиција верује да дечаке користи неко ко води ланац за крађу бицикала. |              |                    |                                  |                                                                             |                      |           |                         |
| 41 | 19           | "Вишња црвена"     | Френк Принзи                     | Синопсис: Џим Стерлинг Сценарио: Рене Балсер и Џим Стерлинг                 | 27. април 2003.      | E3221     | 13.40                   |
| Детективи покушавају да открију загонетку када је једна старија жена погинула у пожару. Загонетка се продубљује када је убијена млада жена којој је остало нешто од имања мртве жене. Случај их доводи до државног јавног администратора који је измислио нови облик пљачке гробова. |              |                    |                                  |                                                                             |                      |           |                         |
| 24 | 20           | "Трептај"          | Дон Скардино                     | Синопсис: Џери Конвеј Сценарио: Рене Балсер и Џери Конвеј                   | 4. мај 2003.         | E3222     | 14.30                   |
| Горен и Имсова истражују убиство студента математичког факултета који је радио у покер клубу као крупије. Они откривају скупину рачунарских штребера, а затим откривају састав рачунарског коцкања са озбиљнијим осумњиченима. Детективи сазнају да су чак и њихове сопствене радне станице погођене од стране вође скупине.                                                                                        |              |                    |                                  |                                                                             |                      |           |                         |
| 43 | 21           | "Странац"          | Дарнел Мартин                    | Синопсис: Џо Генон Сценарио: Рене Балсер и Џо Генон                         | 11. мај 2003.        | E3224     | 13.00                   |
| Горен и Имсова улазе у затворени свет лоповског клана Ирских путника до истражују смрт службеника за условну казну којег су три пута прегазила кола пошто је срео пријатеља у кафани. Убрзо су сазнали да је службеник за условну казну био умешан у једну од својих оптужби. |              |                    |                                  |                                                                             |                      |           |                         |
| 44 | 22           | "Ветерина"         | Дон Скардино                     | Синопсис: Ворен Лајт Сценарио: Рене Балсер и Ворен Лајт                     | 18. мај 2003.        | E3225     | 14.50                   |
| Истрага о убиству поквареног полицајца доводи до ветеринара који се спрема и његовог пријатеља, опседнутог лекара чије су све бивше девојке заражене ретком болешћу. |              |                    |                                  |                                                                             |                      |           |                         |
| 45 | 23           | "Особа од значаја" | Френк Принзи                     | Синопсис: Рене Балкер Сценарио: Рене Балсер и Ворен Лајт                    | 18. мај 2003.        | E3220     | 16.20                   |
| Горен и Имсова истражују убиство бивше медицинске сестре и откривају могућу терористичку заверу против антракса. Случај се погоршао када је Горен окривљен да је натерао осумњиченог да изврши самоубиство. Сада осрамоћен, Горен сазнаје да је лукави непријатељ из његове прошлости можда умешан. |              |                    |                                  |                                                                             |                      |           |                         |